# Hirschensprung

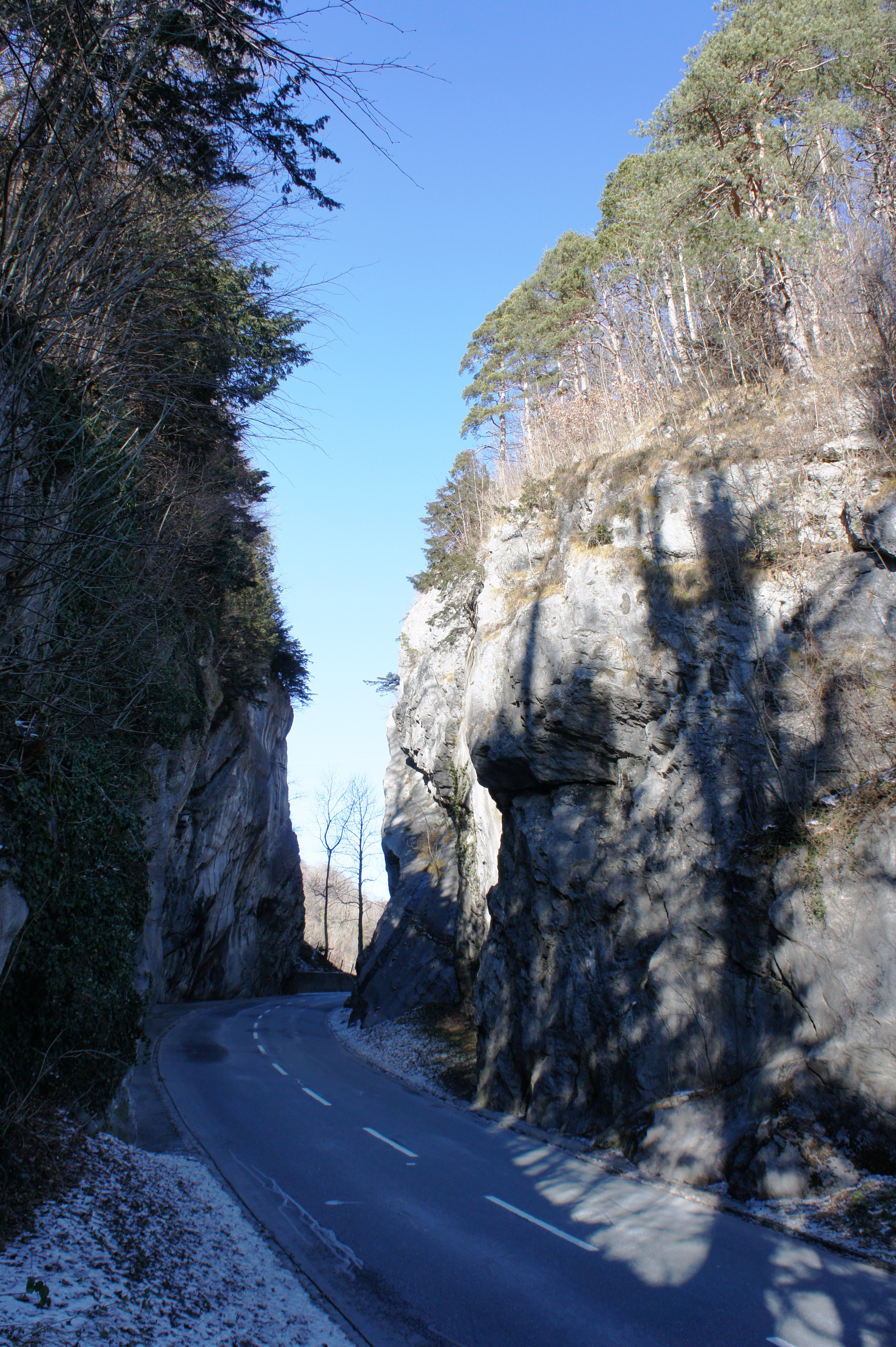
Hirschensprung nach Norden

Der Hirschensprung ist ein schluchtartiger Einschnitt zwischen dem Blattenberg (im Osten) und dem Bismer (im Westen) im Kanton St. Gallen, Schweiz, auf der linken Seite des Rheintals; durch ihn führt die Hauptstrasse 13 von Oberriet nach Rüthi. Hirschensprung ist auch der Name eines Weilers der Gemeinde Rüthi am unteren Ende der Schlucht.

## Geografie
Die Strasse verläuft vom Weiler Rehag in der Gemeinde Oberriet, wo sie mit 447 m ü. M. den höchsten Punkt erreicht, zwischen den Felsen in südliche Richtung zum Industriegebiet der Gemeinde Rüthi (426 m ü. M.) hinunter. Auf der westlichen Seite des Hirschensprungs steigt es gegen den Bismer und weiter zum Kamor (1751 m ü. M.) an. Östlich des Durchgangs erstreckt sich der Blattenberg (551 m ü. M.) bis fast zum Rhein.

## Geschichte
Der Hirschensprung war in früheren Jahrhunderten an dieser Stelle der einzige Verbindungsweg auf der linken Seite des Rheins im Rheintal. Auf der östlichen Seite des Blattenberges war der Rhein mit seinen Überschwemmungen eine Gefahr für Reisende. Erst die Rheinkorrektur zu Beginn des 20. Jahrhunderts ermöglichte den Bau der Eisenbahnlinie und der Autobahn auf der dem Fluss zugewandten Seite des Blattenbergs. Dass der Hirschensprung schon früh eine Bedeutung hatte, belegt der Fund einer neolithischen Grabstätte.
Der Hirschensprung war im Frühmittelalter Grenze zu Churrätien und auch Sprachgrenze zwischen dem alemannischen und rätoromanischen Gebiet. So gibt es oberhalb von Rüthi den Weiler Plona, der auf diese sprachlichen Wurzeln zurückgeht. Noch heute lässt sich diese Sprachbarriere in den unterschiedlichen Dialekten der beiden Gemeinden südlich und nördlich des Hirschensprungs gut feststellen.

## Varia

Wappen von Rüthi

Im Wappen der politischen Gemeinde Rüthi ist der Hirschensprung symbolisch dargestellt. Gemäss einer Sage soll einst ein Hirsch von Jägern verfolgt worden sein. Er konnte sich durch einen mutigen Sprung auf die andere Seite der Schlucht aus der Gefahrenzone retten.
Die Felswände des Hirschensprungs werden regelmässig auf die Gefahr von möglichem Steinschlag überprüft. Nachts sind sie durch Scheinwerfer ausgeleuchtet. Die ehemalige militärische Strassensperre wurde wieder entfernt.